# Stanisław Kasprzyk (pedagog)
Stanisław Kasprzyk (ur. 26 kwietnia 1890 w Trąbkach, zm. 8 listopada 1971 w Rawie Mazowieckiej) – polski nauczyciel, działacz samorządowy i społeczny, żołnierz Legionów Polskich.
Stanisław Kasprzyk pochodził z podwielickich Trąbek. W 1912 roku ukończył Gimnazjum św. Anny w Krakowie, po czym rozpoczął studia na Uniwersytecie Jagiellońskim. Nie ukończył ich jednak, po wybuchu I wojny światowej wstąpił do Legionów Polskich. W 1919 roku rozpoczął pracę w zawodzie nauczyciela, najpierw w gimnazjach w Radomsku, następnie Rawie Mazowieckiej, gdzie w 1922 roku jego żona Stefania została właścicielką Prywatnego Gimnazjum Koedukacyjnego. W tym czasie przez dwie kadencje był radnym miejskim w Rawie, radnym sejmiku samorządowego oraz wiceprzewodniczącym Rady Szkolnej Powiatowej. Już od czasu studiów był aktywnym członkiem PSL „Piast”, należał również do Związku Legionistów Polskich. W 1923 roku był inicjatorem powstania Gimnazjalnego Klubu Sportowego „Ravitan”, na jego wniosek teren przy Zamku Książąt Mazowieckich w Rawie Mazowieckiej został przeznaczony na boisko piłkarskie. Boisko do dziś służy RKS Mazovia Rawa Mazowiecka. W 1930 klub „Ravitan” i gimnazjum przestały istnieć.
W 1931 roku rodzina Kasprzyków przeprowadziła się do Zbylitowskiej Góry. Tam oboje rodzice uczyli w szkole powszechnej prowadzonej przez Zgromadzenie Sióstr Najświętszego Serca Jezusowego (Sacre Coeur), Stanisław pracował ponadto w szkole powszechnej w Mościcach. Był również mocno zaangażowany w działalność harcerską, jako instruktor i opiekun III Drużyny Harcerzy im. Jana Sobieskiego. W 1937 roku został odznaczony Krzyżem Niepodległości. Po wybuchu II wojny światowej razem z żoną zorganizowali na terenie szkoły w Zbylitowskiej Górze tajne nauczanie na poziomie szkoły średniej, które prowadzili do 1945 roku.
Po zakończeniu wojny Stanisław Kasprzyk nadal pracował jako nauczyciel w szkołach podstawowych (był także kierownikiem szkoły w Wierzchosławicach), w latach 1948–1955 uczył chemii w Państwowym Gimnazjum i Liceum w Mościcach. W 1967 roku został odznaczony Złotą Odznaką ZNP. Po przejściu na emeryturę wyjechał wraz z żoną do Rawy Mazowieckiej, gdzie mieszkała ich najmłodsza córka Maria (także nauczycielka). Zmarł w 1971 roku i został pochowany w rodzinnym grobowcu na cmentarzu komunalnym w Tarnowie-Mościcach.
W 1983 roku jedna z ulic we włączonej w obręb granic administracyjnych Tarnowa części Zbylitowskiej Góry otrzymała nazwę Kasprzyków, dla uczczenia Stanisława i Stefani oraz ich syna Stefana.